# Liga de Prizren
La Liga para la Defensa de los Derechos de la Nación Albanesa, corrientemente denominada Liga de Prizren (en albanés: Lidhja e Prizrenit) fue una organización política albanesa fundada el 10 de junio de 1878 en Prizren, en la provincia (valiato) de Kosovo del Imperio Otomano.
Los tratados de San Stefano y Berlín habían asignado áreas que también estaban habitadas por albaneses a otros estados. La incapacidad de la Sublime Puerta para proteger los intereses de una región que era musulmana en un 70% y en gran parte leal al Imperio forzó a los líderes albaneses no solo a organizar su defensa sino también a crear una administración autónoma similares a las que habían gozado Serbia y otros principados danubianos antes de su independencia. La Liga comenzó un programa de reforma sobre cinco campos principales: la defensa de los territorios reivindicados ante las aspiraciones de Serbia, Montenegro y Grecia; la creación de una sola "supraprovincia" en el Imperio que integrase los valiatos de Kosovo, Monastir, Ioánnina y Shkodra; un servicio militar confinado a Albania en tiempos normales; establecimiento de escuelas nacionales que desarrollaran la educación nacional en albanés escrito con alfabeto latino; y también cierto control sobre las finanzas provinciales. Lo formaban personalidades destacadas como Sami Frashëri, Pashko Vasa, Abdyl Frashëri, Ali Beg Shabanagaj y otros 80 delegados, entre los que había jefes de clan y autoridades religiosas.
La Liga maniobró políticamente con éxito contra la anexión de territorios otomanos por parte de Serbia (que reclamaba Kosovo) y Montenegro (que reclamaba Shkodra). Grecia, por su parte, reclamaba el rico valiato de Ioánnina, conocido hoy en día como Épiro. Aunque al final estos tres países se anexionaron los territorios disputados como resultado de sus éxitos en la Primera Guerra Balcánica de 1912–1913, la Liga consiguió despertar la conciencia nacional albanesa. Además de la actividad de la Liga de Prizren, el trabajo de los fundadores de la Liga, tales como Sami Frashëri, fue también importante para la fundación del "Renacimiento Albanés" (Rilindja Kombetarë). Sus obras teatrales, tales como Besa Yahud Ahde Vefta, representada frente a audiencias otomanas y su enciclopedia escrita en turco y dedicada a la historia general del mundo pero con especial referencia a los Albaneses, elevó la consideración de la aportación que éstos habían hecho al Imperio Otomano. Además, la distribución de peticiones a ciudades como Londres, París y Berlín hizo constatar en Europa que los Albaneses del Imperio Otomano estaban nacionalmente movilizados y activos, en posición de exigir la independencia del agonizante gigante otomano. La Liga fue disuelta en 1881 y parcialmente reorganizada, pero sin éxito.